# Les Paroches
Les Paroches é uma comuna francesa na região administrativa de Grande Leste, no departamento de Meuse. Estende-se por uma área de 10,24 km². Em 2010 a comuna tinha 426 habitantes (densidade: 41,6 hab./km²).